# Primera División de Ruanda
La Primera División de Ruanda conocida actualmente como Azam Rwanda Football League por razones de patrocinio, es la mayor división de fútbol de Ruanda. La liga fue disputada por primera vez en 1975 y es organizada por la Federación Ruandesa de Fútbol. En la temporada 2004 la liga llevó el nombre de Primus National Football League hasta la temporada 2008/09 cuando la empresa Turbo King se convirtió en patrocinador de la liga.
Desde la temporada 2015/16 el canal de televisión de Tanzania, Azam TV se convirtió en el patrocinador del torneo, en el que el equipo campeón clasifica a la Liga de Campeones de la CAF.

## Equipos 2018-19
| Club            | Ciudad    |
| --------------- | --------- |
| Amagaju FC      | Gikongoro |
| APR FC          | Kigali    |
| AS Kigali       | Kigali    |
| Bugesera FC     |           |
| Espoir FC       | Cyangugu  |
| Etincelles FC   | Gisenyi   |
| Gicumbi FC      | Byumba    |
| Kirehe FC       |           |
| SC Kiyovu Sport | Kigali    |
| Marines FC      | Gisenyi   |
| Muhanga FC      | Muhanga   |
| Mukura Victory  | Butare    |
| Musanze FC      | Ruhengeri |
| Police FC       | Kibungo   |
| Rayon Sports FC | Nyanza    |
| Sunrise FC      | Rwamagana |

## Campeones

Ruanda.

| Temporada | Campeón             | Subcampeón                          |
| --------- | ------------------- | ----------------------------------- |
| 1969      | SC Kiyovu Sport     |                                     |
| 1970      | Desconocido         | Desconocido                         |
| 1971      | SC Kiyovu Sport     |                                     |
| 1972-1974 | Desconocido         | Desconocido                         |
| 1975      | Rayon Sports FC     |                                     |
| 1976-1979 | Desconocido         | Desconocido                         |
| 1980      | Panthères Noires    |                                     |
| 1981      | Rayon Sports FC     |                                     |
| 1982      | Torneo no disputado | Torneo no disputado                 |
| 1983      | SC Kiyovu Sport     |                                     |
| 1984      | Panthères Noires    |                                     |
| 1985      | Panthères Noires    |                                     |
| 1986      | Panthères Noires    |                                     |
| 1987      | Panthères Noires    |                                     |
| 1988      | Mukungwa FC         |                                     |
| 1989      | Mukungwa FC         |                                     |
| 1990-1991 | Torneo no disputado | Torneo no disputado                 |
| 1992      | SC Kiyovu Sport     |                                     |
| 1993      | SC Kiyovu Sport     |                                     |
| 1994–95   | APR FC              |                                     |
| 1996      | APR FC              |                                     |
| 1997      | Rayon Sports FC     |                                     |
| 1998      | Rayon Sports FC     | Mukura Victory Sports et Loisirs FC |
| 1999      | APR FC              | Mukura Victory Sports et Loisirs FC |
| 2000      | APR FC              | Rayon Sports FC                     |
| 2001      | APR FC              | Rayon Sports FC                     |
| 2002      | Rayon Sports FC     | APR FC                              |
| 2003      | APR FC              | SC Kiyovu Sport                     |
| 2004      | Rayon Sports FC     | APR FC                              |
| 2005      | APR FC              | Rayon Sports FC                     |
| 2006      | APR FC              | ATRACO FC                           |
| 2006–07   | APR FC              | Rayon Sports FC                     |
| 2007–08   | ATRACO FC           | APR FC                              |
| 2008–09   | APR FC              | ATRACO FC                           |
| 2009–10   | APR FC              | ATRACO FC                           |
| 2010–11   | APR FC              | SC Kiyovu Sport                     |
| 2011–12   | APR FC              | Police FC                           |
| 2012–13   | Rayon Sports FC     | Police FC                           |
| 2013–14   | APR FC              | Rayon Sports FC                     |
| 2014–15   | APR FC              | AS Kigali                           |
| 2015–16   | APR FC              | Rayon Sports FC                     |
| 2016–17   | Rayon Sports FC     | Police FC                           |
| 2017–18   | APR FC              | AS Kigali                           |
| 2018–19   | Rayon Sports FC     | APR FC                              |
| 2019–20   | APR FC              | Rayon Sports FC                     |
| 2020–21   | APR FC              | AS Kigali                           |
| 2021–22   | APR FC              | SC Kiyovu Sport                     |
| 2022–23   | APR FC              | SC Kiyovu Sport                     |
| 2023–24   | APR FC              | Rayon Sports FC                     |
| 2024–25   | APR FC              | Rayon Sports FC                     |

## Títulos por club
| Club                                    | Ciudad    | Campeón | Años campeón |
| --------------------------------------- | --------- | ------- | --- |
| Armée Patriotique Rwandaise FC (APR FC) | Kigali    | 23      | 1995, 1996, 1999, 2000, 2001, 2003, 2005, 2006, 2007, 2009, 2010, 2011, 2012, 2014, 2015, 2016, 2018, 2020, 2021, 2022, 2023, 2024, 2025 |
| Rayon Sports FC                         | Nyanza    | 9       | 1975, 1981, 1997, 1998, 2002, 2004, 2013, 2017, 2019                                                                                     |
| Panthères Noires †                      | Kigali    | 5       | 1980, 1984, 1985, 1986, 1987 |
| SC Kiyovu Sport                         | Kigali    | 5       | 1969, 1971, 1983, 1992, 1993 |
| Mukungwa FC                             | Ruhengeri | 2       | 1988, 1989 |
| ATRACO FC †                             | Kigali    | 1       | 2008 |

- † Equipo desaparecido.